# Simulium kurilense
Simulium kurilense är en tvåvingeart som beskrevs av Rubtsov 1956. Simulium kurilense ingår i släktet Simulium och familjen knott. Inga underarter finns listade i Catalogue of Life.